# Kfz-Kennzeichen (Jordanien)

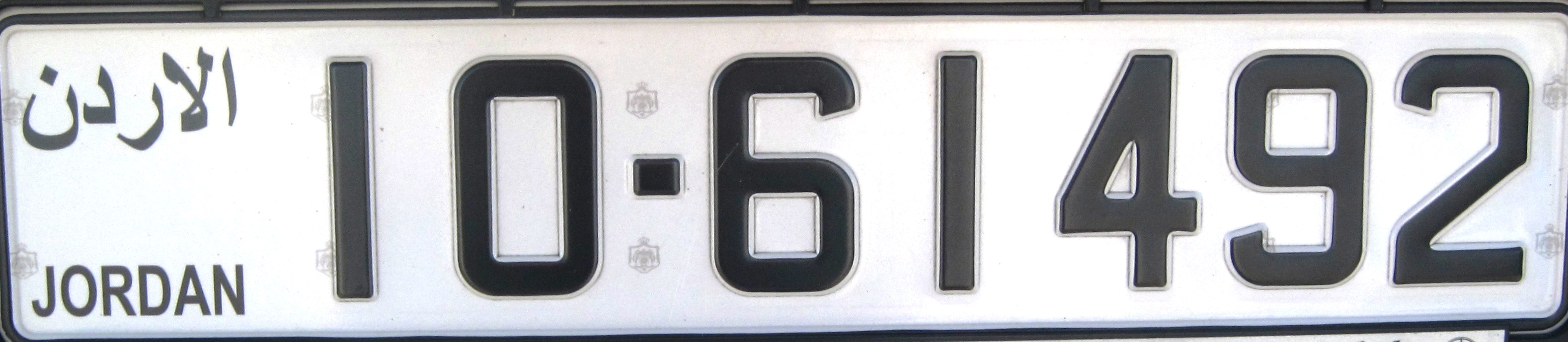
Kennzeichen für Privatfahrzeuge

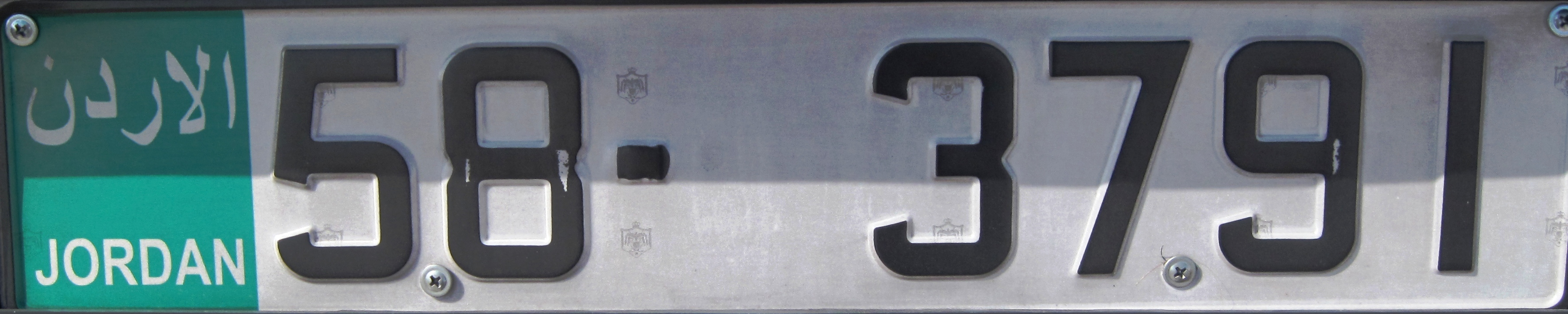
Kennzeichen für öffentlichen Transport

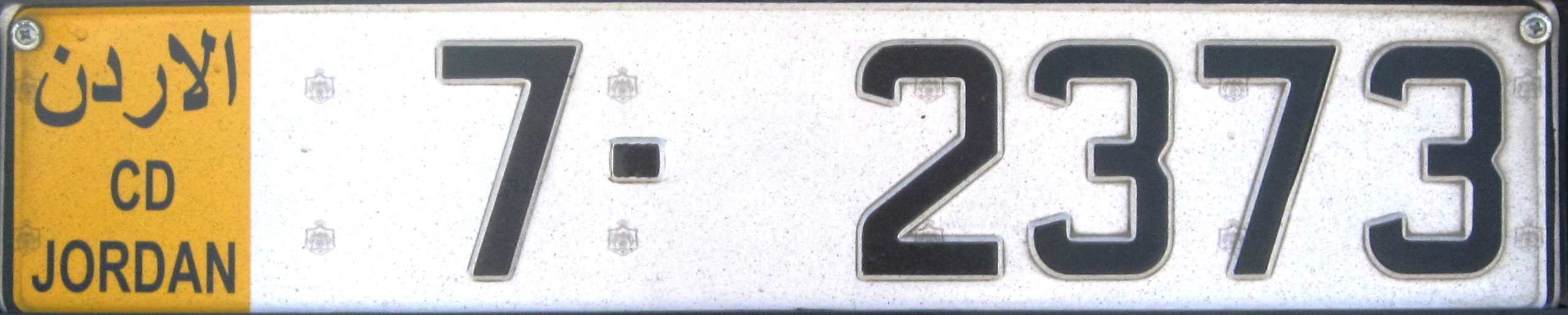
Diplomatenkennzeichen

Die aktuellen jordanischen Kfz-Kennzeichen wurden 2007 eingeführt und orientieren sich am europäischen Standard. Sie zeigen in der Regel schwarze Lettern auf weißem Grund. Am linken Rand befindet sich ein farbiges Feld, in dem der Landesname in Großbuchstaben auf Arabisch (arabisch الأُرْدُنّ al-Urdunn) und Englisch („JORDAN“) erscheint. Die Farbe des Feldes gibt die nähere Verwendung des Fahrzeugs an. Schilder für Privatfahrzeuge besitzen ein weißes, Fahrzeuge des öffentlichen Transports ein grünes Feld. Rot kennzeichnet Staatsfahrzeuge, Diplomatenkennzeichen weisen ein gelbes Feld und zusätzlich die Buchstaben CD auf. Anhängern wird in Kombination mit den Buchstaben TRL für englisch trailer ebenfalls gelb zugeordnet. Die eigentliche Registrierungsbezeichnung besteht ausschließlich aus Ziffern, die getrennt von einem Punkt in zwei Gruppen gegliedert sind. Die erste Zifferngruppe korrespondiert mit der Verwendung des Fahrzeugs.
Ältere Kennzeichen zeigen sowohl den Landesnamen als auch die Ziffernkombination in lateinischer und arabischer Schrift.
| Verwendung                 | Farbe                        | Text  | Zahlencode | Bild 550x110mm | Bild 335x155mm |
| -------------------------- | ---------------------------- | ----- | ---------- | -------------- | -------------- |
| Exekutive                  | rot, weiße Schrift           | GOV   | 1          |                |                |
| Legislative                | rot, weiße Schrift           | PAR   | 2–3        |                |                |
| Judikative                 | rot, weiße Schrift           | JC    | 4          |                |                |
| Regierung                  | rot, weiße Schrift           |       | 5          |                |                |
| Freihandelszone Akaba      | rot, weiße Schrift           | AQABA | 6          |                |                |
| Diplomaten                 | gelb, schwarze Schrift       | CD    | 7          |                |                |
| Temporäres Kennzeichen     | gelb, schwarze Schrift       | موقت  | 8–9        |                |                |
| Privatfahrzeuge            | weiß, schwarze Schrift       |       | 10–35      |                |                |
| Vans                       | weiß, schwarze Schrift       |       | 36–37      |                |                |
| Pick-ups                   | weiß, schwarze Schrift       |       | 38–40      |                |                |
| Transporter                | weiß, schwarze Schrift       |       | 41–43      |                |                |
| Landwirtschaftl. Fahrzeuge | weiß, schwarze Schrift       |       | 44         |                |                |
| Baufahrzeuge               | weiß, schwarze Schrift       |       | 45         |                |                |
| Zweiräder                  | weiß, schwarze Schrift       |       | 46–47      |                |                |
| Taxis                      | grün, weiße Schrift          |       | 50–55      |                |                |
| Stadtbusse                 | grün, weiße Schrift          |       | 56–57      |                |                |
| Reisebusse                 | grün, weiße Schrift          |       | 58–59      |                |                |
| LKW                        | grün, weiße Schrift          |       | 60         |                |                |
| Mietfahrzeuge              | grün, gelbe Schrift          |       | 70         |                |                |
| Anhänger                   | gelb, schwarze Schrift       | TRL   | 71         |                |                |
| Armee                      | "ARMY" (statt Jordan)        |       | 90         |                |                |
| Rettungsdienst             | الدفاع المدني (statt Jordan) |       | 95         |                |                |
| Gendarmerie                | قوات الدرك (statt Jordan)    |       | 96         |                |                |
| Polizei                    | الامن العام (statt Jordan)   |       | 99         |                |                |